# Нюнка Владас Юозович
Владас Юозович Нюнка (17 серпня 1907, містечко Байсогала Ковенської губернії, тепер Шяуляйського повіту, Литва — 26 грудня 1983, місто Вільнюс, тепер Литва) — литовський радянський діяч, секретар ЦК КП(б) Литви, заступник голови Ради міністрів Литовської РСР. Член Бюро ЦК КП Литви в 1944—1961 роках. Депутат Верховної ради Литовської РСР. Депутат Верховної Ради СРСР 2—5-го скликань. Член-кореспондент (з 1962), академік Академії наук Литовської РСР (з 1968).

## Життєпис
Закінчив Шяуляйську чоловічу гімназію в Литві. З 1925 року працював вчителем.
З 1925 року брав участь у революційній діяльності. Член Комуністичної партії Литви з 1928 року.
У 1928 році заарештований за комуністичну діяльність, до 1931 року був ув'язненим у Варняйському таборі.
Після звільнення з табору працював викладачем вечірньої гімназії в Каунасі, потім — редактором газети «Revoljucinis darbinikas» («Революційний робітник»), був членом редакції комуністичної газети «Tiesa». Був інструктором ЦК Комуністичної партії Литви.
У 1936 році закінчив юридичний факультет Каунаського університету Вітовта Великого.
У 1937 році був обраний членом ЦК Комуністичної партії Литви. Здійснив кілька поїздок до СРСР. У 1938 році Владас Нюнка знову був заарештований литовською владою і в 1938—1940 роках перебував у Димитравському таборі примусових робіт.
Після окупації Прибалтики військами СРСР вийшов з табору, в липні 1940 року був призначений головою Головної виборчої комісії до Народного Сейму Литви.
З 18 серпня 1940 року — редактор газети «Liaudies balsas» (виходила 16—25 червня 1940), що змінила назву на «Tiesa» (з 26 червня 1940 року).
У серпні 1940 — травні 1942 року — прокурор Литовської РСР.
З 8 січня 1943 року — заступник завідувача відділу пропаганди та агітації ЦК КП(б) Литви.
У квітні — 30 грудня 1944 року — 2-й секретар ЦК КП(б) Литви.
У січні 1945 — листопаді 1948 року — заступник голови Ради народних комісарів (з 1946 року — Ради міністрів) Литовської РСР. З 1948 року — міністр освіти Литовської РСР.
25 листопада 1948 — 19 лютого 1949 року — секретар ЦК КП(б) Литви з пропаганди. 19 лютого 1949 — 27 вересня 1961 року — секретар ЦК КП Литви.
Одночасно, з 1955 по 18 квітня 1963 року — голова Верховної ради Литовської РСР.
У 1961—1970 роках — головний редактор журналу «Комуніст Литви».
З 1970 року — секретар відділення соціальних наук Академії наук Литовської РСР, голова товариства «Žinija» («Знання») Литовської РСР. Викладав у Вільнюському державному університеті.
Автор низки книг, брошур та статей, присвячених критиці сучасного клерикалізму, ідеології та політики католицизму. Основні праці: «Nuo Vatikano Pirmojo iki Vatikano Antrojo» (1963); «Socialiniai katalikybės mitai» (1965); «Vatikanas ir antikomunizmas» ; «Национально-освободительное движение и религия» (1972); «Klerikalinės partijos ir Vatikanas» (1974); «Современный Ватикан» (1980).
Помер 26 грудня 1983 року в місті Вільнюсі. Похований на Антакальніському цвинтарі Вільнюса.

## Нагороди
- орден Леніна (8.04.1947,)
- орден Жовтневої Революції (16.08.1977)
- орден Вітчизняної війни І ст.
- два ордени Трудового Червоного Прапора
- орден «Знак Пошани»
- медалі